# 列昂尼德·克拉夫丘克
列昂尼德·马卡罗维奇·克拉夫丘克（烏克蘭語：Леонід Макарович Кравчук，羅馬化：Leonid Makarovych Kravchuk，發音：[leoˈn⁽ʲ⁾id mɐˈkɑrowɪtʃ krɐu̯ˈtʃuk]；1934年1月10日—2022年5月10日），乌克兰政治人物。曾于1990年至1991年出任末任乌克兰最高苏维埃主席，1991年至1994年担任首任乌克兰总统。

## 生平
1934年1月10日，出生于乌克兰罗夫诺州。
1958年，毕业于基辅大学。1990年7月23日，当选为末任乌克兰最高苏维埃主席。1991年12月1日，当选为首任乌克兰总统。
2022年5月10日，在長期患病後去世，享年88歲。